# Slime Rancher 2
Slime Rancher 2 ist ein Abenteuer- und Lebenssimulationsspiel in Ego-Perspektive, das vom US-amerikanischen Indie-Entwickler Monomi Park entwickelt und veröffentlicht wurde. Slime Rancher 2 ist die direkte Fortsetzung seines Vorgängers Slime Rancher aus dem Jahre 2017. Die Protagonistin Beatrix LeBeau erkundet einen neuen Ort namens Rainbow Island. Das Spiel wurde am 22. September 2022 im Early Access für Xbox Series und Microsoft Windows über den Microsoft Store, Steam und Epic Games Store veröffentlicht. Am 11. Juni 2024 wurde das Spiel für die PlayStation 5 veröffentlicht.

## Spielprinzip
In einer offenen Welt steuert der Spieler die Figur Beatrix LeBeau, eine Rancherin, die von der Erde auf einen weit entfernten Planeten gezogen ist, um dort das Leben einer Slime-Rancherin zu führen, in dessen Mittelpunkt der Aufbau einer Ranch und die Erkundung der Umgebung stehen, um Slimes, geleeartige Lebewesen unterschiedlicher Größe und Eigenschaften, zu sammeln, aufzuziehen, zu füttern und zu züchten.
Im Spiel geht es darum, die Slimes mit der richtigen Nahrung zu füttern, damit sie „Plorts“ produzieren, die im Tausch gegen „Newbucks“ verkauft werden können, eine Währung, mit der man Upgrades für die Ranch und ihre Ausrüstung kaufen kann. Es gibt verschiedene Arten von Schleimen in der Welt, darunter einige, die neu mit Slime Rancher 2 eingeführt wurden. Schleime reagieren und verändern sich je nachdem, womit sie gefüttert werden.

## Veröffentlichung und Erweiterungen
Slime Rancher 2 wurde am 13. Juni 2021 im Rahmen des Xbox & Bethesda Games Showcase 2021 vorgestellt. Während des Xbox & Bethesda Games Showcase 2022 wurden weitere Informationen über das Spiel sowie ein voraussichtliches Veröffentlichungsdatum im Herbst 2022 bekannt gegeben. Slime Rancher 2 wurde am 22. September 2022 im Early Access für Microsoft Windows und Xbox Series X/S veröffentlicht.
Slime Rancher 2 nutzt die Unity-Engine, die neue High Definition Render Pipeline von Unity, eine Render-Pipeline, die grafische Features verarbeitet. Dies erforderte eine völlig neue Herangehensweise an die Grafikpipeline im Vergleich zu der im vorherigen Spiel verwendeten.
Am 25. April 2024 gab Monomi Park auf sozialen Netzwerken und dem Blog auf deren Website bekannt, dass das Spiel im Juni für die PlayStation 5 (ebenfalls Early Access) erscheinen würde. Ebenfalls sollten Spielzeuge für Slimes ein Comeback machen.
Am 11. Juni 2024 wurde das Spiel wie geplant veröffentlicht und enthielt wie angekündigt alle vorherigen Inhalte. Zukünftige Inhalte werden wie bei den anderen Plattformen durch Updates hinzugefügt. Spieler, die das Spiel vorbestellten konnten es bereits am 7. Juni spielen.

## Rezeption

### Kritiken
Am 5. Oktober 2022 gab IGN dem Spiel eine Bewertung von „Gut“ mit 7/10 Punkten in der Early-Access-Review. So sagte Travis Northup, Reelance Reviewer von IGN, der das Spiel auf dem PC testete: „Slime Rancher 2 ist ein fantastisches und stilvolles Work-in-Progress mit starken Knochen, aber wenig Fleisch auf ihnen (zumindest im Augenblick).“
Joshua Burt von GamesCreed gab dem Spiel am 5. Oktober 2022 4,8/5,0 Punkten. Er lobte das Gameplay und die spektakuläre Karte, die es zu erkunden gilt. Er nannte Slime Rancher 2 den „Inbegriff von was eine Fortsetzung sein soll“. Er kritisierte die Einbrüche in der Framerate, die ab und zu auftauchen und das Kampfsystem, welches laut ihm Verbesserung und mehr Kreativität vertragen könnte.
Christopher Livingstone vom PC Gamer sagte im Feature vom 23. September 2022: „Slime Rancher 2 weiß, wie man mich motiviert.“ Weiterhin lobte er das Spiel, indem er es als ausgereift, spaßig und angenehm beschrieb.
Sam Loveridge von GamesRadar+ kritisierte am 28. September 2022, dass sich das Gameplay etwas zu bekannt anfühlt. Sie lobte hingegen die Karte, die neue hinzugefügten Slimes und dass es mehr Mysterien in Slime Rancher 2 gibt. Sie gab dem Spiel jedoch keinen Score, da es sich noch im Early Access befindet.

### Auszeichnungen (Auswahl)
Bei den Steam Awards 2022 wurde das Spiel Slime Rancher 2 für die Kategorie Zurücklehnen und Entspannen nominiert. Es gewann jedoch Lego Star Wars: Die Skywalker Saga.

### Verkaufszahlen
Innerhalb von sechs Stunden nach dem Early Access Release am 22. September 2022, wurden 100.000 Kopien verkauft. Am 26. September 2022 erreichte das Spiel 300.000 Verkäufe, Platz 1 in den Steam Charts und 95 % positive Bewertungen mit über 6.000 Reviews auf Steam.